# Един американец в Париж (филм)
„Един американец в Париж“ (на английски: An American in Paris) е музикален филм от 1951 г., вдъхновен от едноименната композиция на Гершуин (1928 г.). Действието във филма се развива в Париж. Режисьор е Винсънт Минели. Участват Джийн Кели, Лесли Карон, Оскар Левант, Нина Фоч. Музиката е на Джордж Гершуин, а автор на текстовете на песните е брат му Айра. В хода на действието са включени редица танцови изпълнения върху популярни мелодии на композитора, с хореография от Джийн Кели. Сред песните са „I Got Rhythm“, „I'll Build A Stairway to Paradise“, „'S Wonderful“ и „Our Love is Here to Stay“. Кулминация представлява 18-минутният танц в края на филма с музиката от „Един американец в Париж“.

## Сюжет
Джери Милигън (Джийн Кели) е американски имигрант в Париж, който се опитва да преживява, работейки като художник. Неговият приятел Адам (Оскар Левант) е пианист, който от дълго време акомпанира на известния френски певец Анри Борел (Жорж Гетари). Майло Робъртс (Нина Фоч) е самотна богата жена, която покровителства Джери и се интересува не само от изкуството му. Джери обаче е влюбен в Лизе (Лесли Карон), френско момиче, което среща в ресторант. Тя отвръща на чувствата му, но вече има връзка с Анри, към когото се чувства задължена за това, че е помогнал на семейството ѝ през Втората световна война.
По време на бал с маски, където всички са облечени в черно-бели костюми, Майло разбира, че Джери не се интересува от нея, Джери разбира, че Лизе го обича, но ще се омъжи за Анри на следващия ден, а Анри случайно чува разговора им. Когато Анри отвежда Лизе, Джери си фантазира как танцува с нея из цял Париж. Фантазията му е прекъсната от клаксон на кола – Анри връща Лизе обратно при него.

## В ролите
| Актьор         | Роля          |
| -------------- | ------------- |
| Джийн Кели     | Джери Малиган |
| Лесли Карон    | Лиза Бувие    |
| Оскар Левант   | Адам Кук      |
| Жорж Гетари    | Анри Борел    |
| Нина Фох       | Мило Робъртс  |
| Юджийн Борден  | Жорж Матие    |
| Джон Елдредж   | Джак Янсен    |
| Анна К. Нилсон | Кей Янсен     |

## Награди и номинации

### „Оскар“
Филмът печели 6 награди „Оскар“ от 8 номинации:
- най-добър филм
- най-добър оригинален сценарий (Алан Джей Лърнър)
- най-добро операторско майсторство за цветен филм (Алфред Гилкс)
- най-добра музика на комедия или музикален филм (Сол Чаплин, Джони Грийн)
- най-добра сценография за цветен филм (Cedric Gibbons, Preston Ames, Edwin B. Willis, Keogh Gleason)
- най-добри костюми за цветен филм (Orry Kelly, Walter Plunkett)
- номинация за най-добра режисура (Винсънт Минели)
- номинация за най-добър монтаж (Адриен Фазан)

### „Златен глобус“
Печели 1 награда „Златен глобус“ от 3 номинации:
- най-добър филм (музикален или комедия)
- номинация за най-добра главна мъжка роля (музикален филм или комедия) Джийн Кели (Gene Kelly)
- номинация за най-добра режисура Винсънт Минели (Vincente Minnelli).

Участва във Филмовия фестивал в Кан през 1952 г.